# Marian Jurecki (1911–1941)
Marian Aleksander Jurecki vel Ryszard Romanowski pseud.: Orawa, Tymon (ur. 10 sierpnia 1911 w Stróżach Wyżnych, zm. 28 grudnia 1941 w Brzozowie Starym) – porucznik kawalerii Wojska Polskiego, Polskich Sił Zbrojnych i Armii Krajowej, pośmiertnie mianowany rotmistrzem, cichociemny.

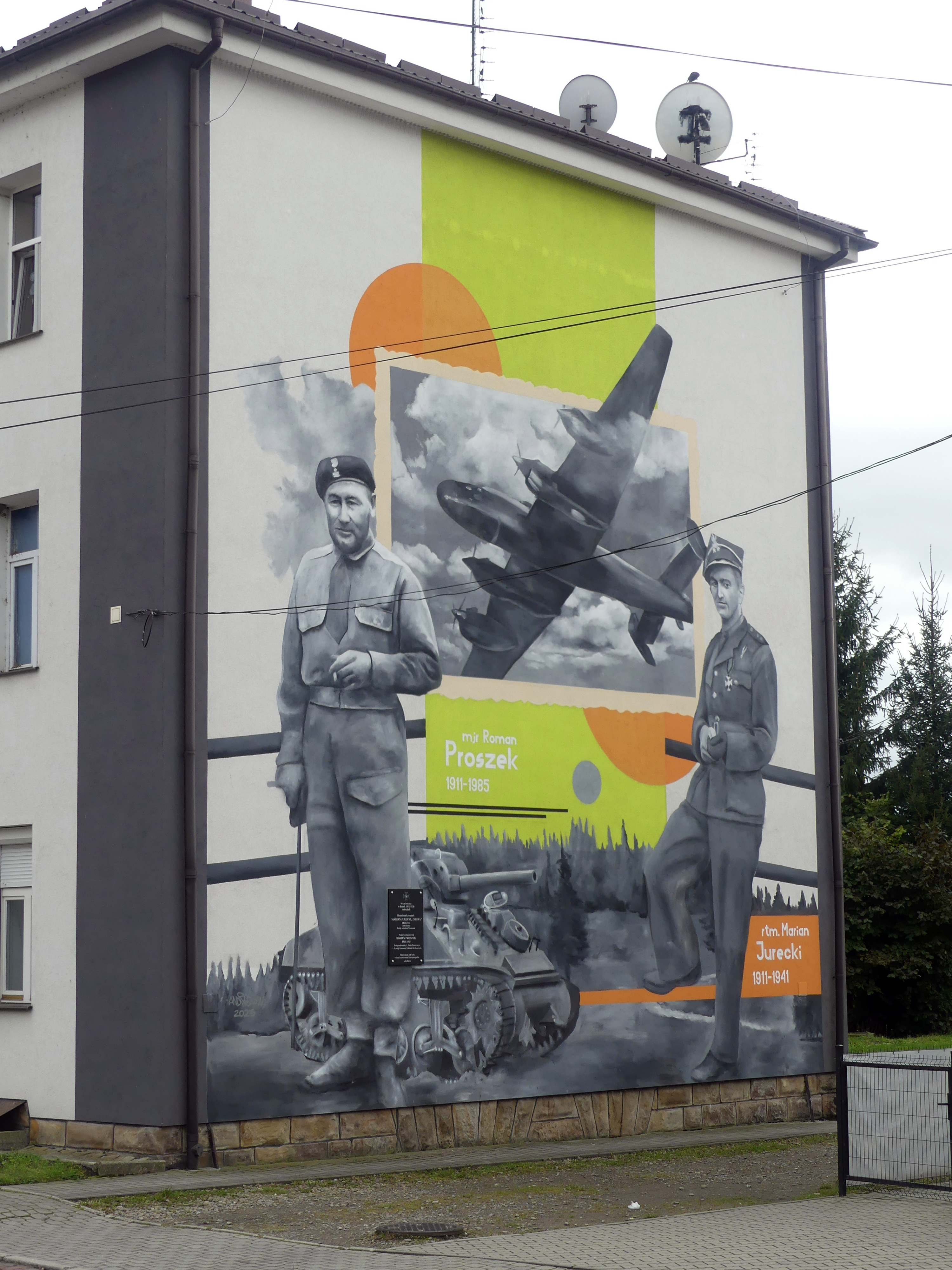
Mural w Stróżach, Marian Jurecki (z prawej strony)

## Życiorys
Był synem Wincentego, maszynisty kolejowego, i Antoniny z domu Wittek. W miejscowości Stróże uczęszczał do szkoły powszechnej. W maju 1930 roku uzyskał świadectwo dojrzałości w Gimnazjum Koedukacyjnym Towarzystwa Gimnazjum Humanistycznego w Grybowie, jako prymus. Pod koniec nauki w szkole był hufcowym Związku Harcerstwa Polskiego i Przysposobienia Wojskowego. W latach 1930–1932 uczył się w Szkole Podchorążych Marynarki Wojennej, w latach 1932–1933 – w Szkole Podchorążych Lotnictwa, a w latach 1934–1936 w Szkole Podchorążych Kawalerii w Grudziądzu, otrzymując awans na podporucznika z dniem 15 października 1936 roku. Od października 1936 roku służył w 10 pułku Ułanów Litewskich w Białymstoku.
We wrześniu 1939 roku walczył jako dowódca 10 szwadronu kolarzy w Podlaskiej Brygadzie Kawalerii. Był ranny 4 września pod Sokołami (niem. Sokollen, czasem tłumaczone na polski też jako Sokoły Górskie), w ówczesnych Prusach Wschodnich. 17 września przez Szczuczyn i Nową Wilejkę wyruszył do Wilna, gdzie dotarł 18 września. Na wieść o agresji Sowietów, ewakuował się w kierunku granicy litewskiej, którą przekroczył 19 września. Został internowany i przyjęty do szpitala w Kownie. Tam przebywał od 20 września do 9 października, kiedy uciekł i przez Wielkiej Brytanię 21 listopada dotarł do Francji. Wstąpił do Polskich Sił Zbrojnych na Zachodzie pod dowództwem francuskim. Dostał przydział do 10 Brygady Kawalerii Pancernej, w której walczył na stanowisku dowódcy plutonu w szwadronie motocyklowym 24 pułku ułanów. Za udział w tych walkach otrzymał Virtuti Militari. Od czerwca 1940 roku walczył w szeregach tego pułku operującego z Wielkiej Brytanii. Od października 1940 roku służył w 2 Oddziale Rozpoznawczym.
Zgłosił się do służby w kraju. Po przeszkoleniu w dywersji został zaprzysiężony 4 kwietnia 1941 roku w Oddziale VI Sztabu Naczelnego Wodza. Lot do okupowanej Polski Jurecki odbył w ramach operacji „Jacket” samolotem który wystartował z lotniska Leconfield, dowódcą operacji na pokładzie samolotu Halifax był por. nawigator Mariusz Wodzicki z 138 dywizjonu RAF. Po odebranej depeszy z Warszawy o spaleniu placówki zrzutowej, zapadła decyzja zrzutu na "dziko" na teren Generalnej Gubernii, jednak wskutek pomyłki desant skoczków wykonano na terenie Rzeszy, w okolicy Brzozowa Starego. Jurecki był dowódcą grupy skoczków, w tej grupie byli również: kpt. Maciej Kalenkiewicz „Kotwicz”, por. Alfred Paczkowski „Wania” i por. Andrzej Świątkowski „Amurat” oraz dwóch kurierów, Tadeusz Chciuk „Celt” oraz Wiktor Strzelecki „Kotwicz”. Jurecki zginął rano w walce z niemieckimi celnikami i strażą graniczną, osłaniając swoich kompanów przed ostrzałem. Kalenkiewicz (ranny w czasie tych walk) i Paczkowski oraz kurierzy przedostali się do Warszawy. Jeden z kurierów, Tadeusz Chciuk opisał to wydarzenie w książkach Koncert. Opowiadanie cichociemnego i Raport z podziemia 1942, w których pisze, że Świątkowski w czasie obławy na miejscu lądowania, znajdując się w beznadziejnej sytuacji, zastrzelił rannego Orawę i siebie. Marian Jurecki był pierwszym cichociemnym, który zginął w Polsce.
Jurecki i Świątkowski zostali pochowani na tamtejszym cmentarzu.

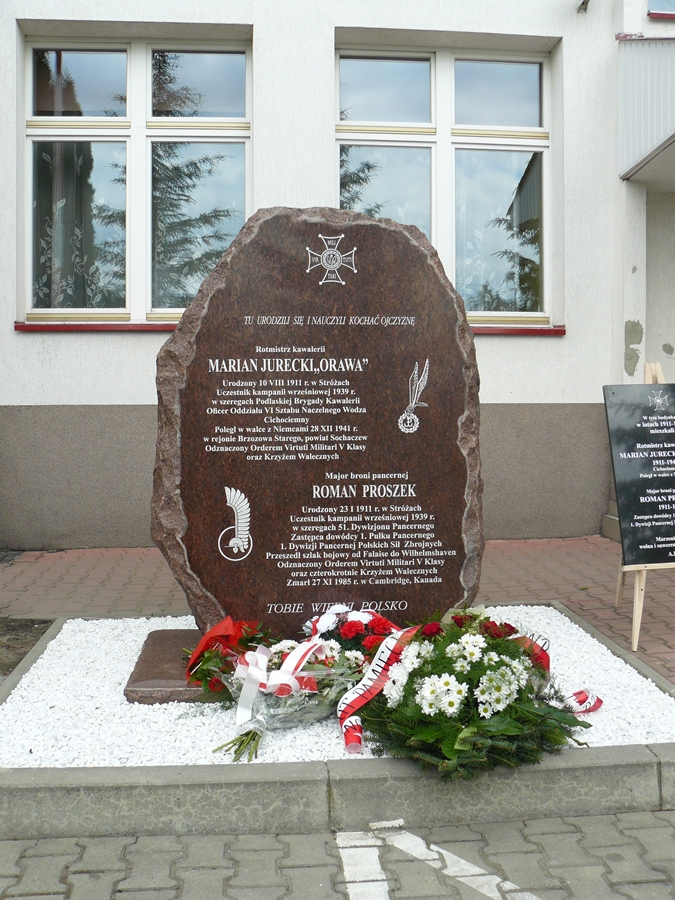
Pomnik rtm. Mariana Jureckiego w Stróżach

## Ordery i odznaczenia
- Krzyż Srebrny Orderu Virtuti Militari nr 9090 – 6 lipca 1940 roku
- Krzyż Walecznych
- Medal Wojska (dwukrotnie)
- Odznaka honorowa za Rany i Kontuzje
- Medal Wojny 1939–1945 (War Medal 1939–1945)
- zwykły Znak Spadochronowy numer 0011

## Upamiętnienie
- Szkoła podstawowa w Brzozowie Starym nosi imię „Żołnierzy AK Cichociemnych” i pielęgnuje pamięć o cichociemnych zrzuconych w tej okolicy[3].
- W miejscowości Stróże 17 czerwca 2015 roku został odsłonięty pomnik ku pamięci dwóch bohaterów: rotmistrza Mariana Jureckiego i majora Romana Proszka ufundowany przez Radę Ochrony Pamięci Walk i Męczeństwa, a gimnazjum w Stróżach otrzymało imię Cichociemnych Spadochroniarzy Armii Krajowej.
- Na budynku przy stacji kolejowej w Stróżach gdzie urodził się i mieszkał Jurecki (oraz mjr. Roman Proszek) w latach 1911–1930, od 2015 roku znajduje się tablica pamiątkowa. 7 października 2023 roku w tym samym miejscu został odsłonięty mural upamiętniający rtm. Jureckiego (i mjr. Proszka). Wykonawcą muralu i autorem projektu jest Arkadiusz Andrejkow[4][5].